# Régiment Royal-Liégeois
Le régiment Royal-Liégeois est un régiment d’infanterie du royaume de France créé en 1787.

## Création et différentes dénominations
- 18 novembre 1787 : création du régiment Royal-Liégeois
- 1er janvier 1791 : renommé 101e régiment d’infanterie de ligne
- 9 septembre 1792 : licencié

## Équipement

### Drapeaux
Le drapeau Colonel, semé de fleurs de lis d'or, est chargé des armes de la ville de Liège, un pilier d’or sur champ rouge, et les lettres L et G de part et d'autre.
Les drapeaux d’ordonnance sont à carrés rouges bordés de noir, avec la croix semée de fleurs de lis et l’écusson de Liège au centre.

Drapeau d’Ordonnance
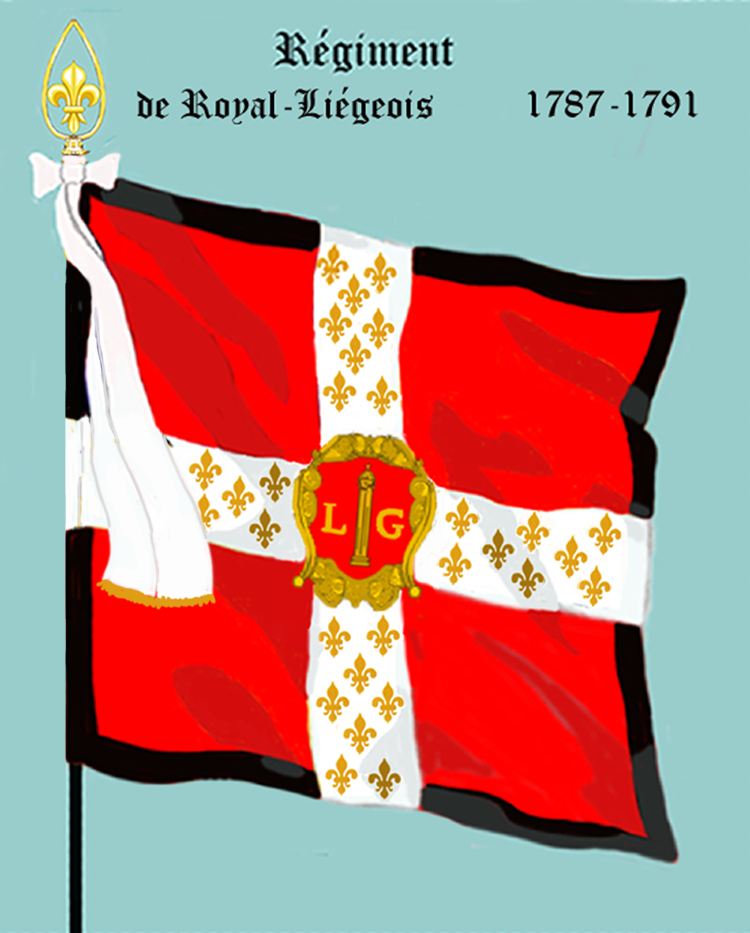
régiment Royal-Liégeois de 1787 à 1791

### Habillement
Royal-Liégeois porte l’habit bleu céleste, les parements et les revers noirs, le collet écarlate, la doublure, les passepoils, la culotte et les boutons blancs. La poche en long.

Uniformes
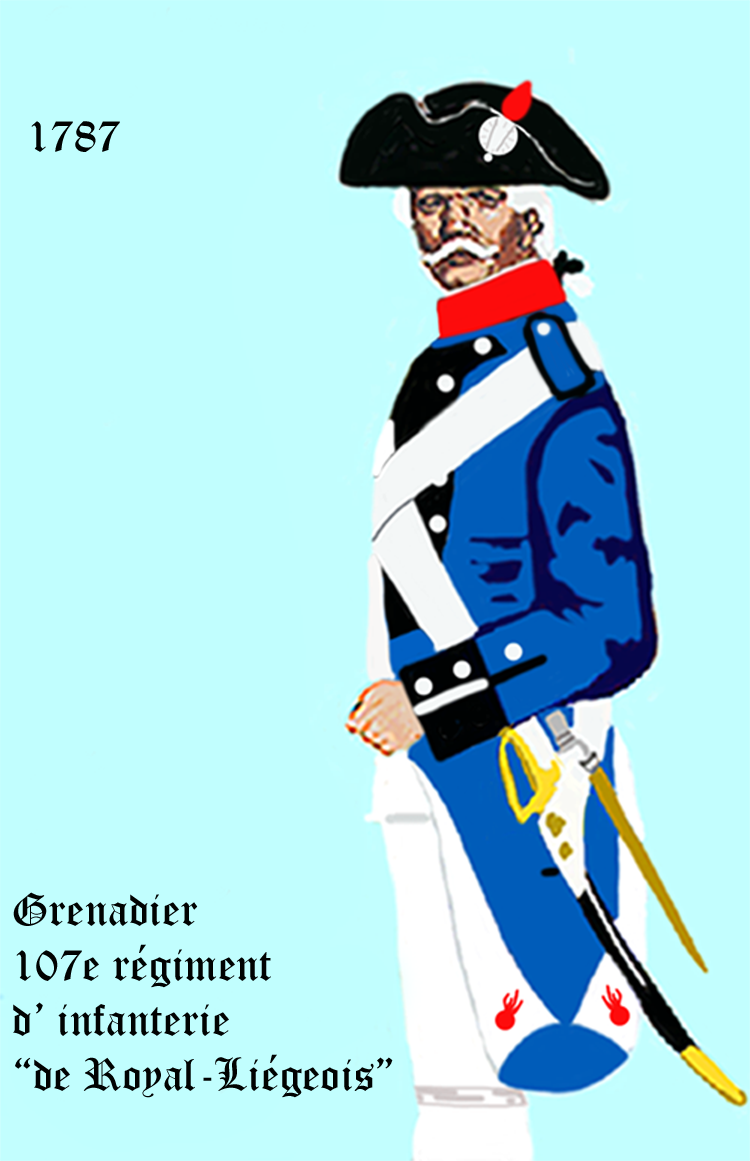
régiment Royal-Liégeois de 1787 à 1791
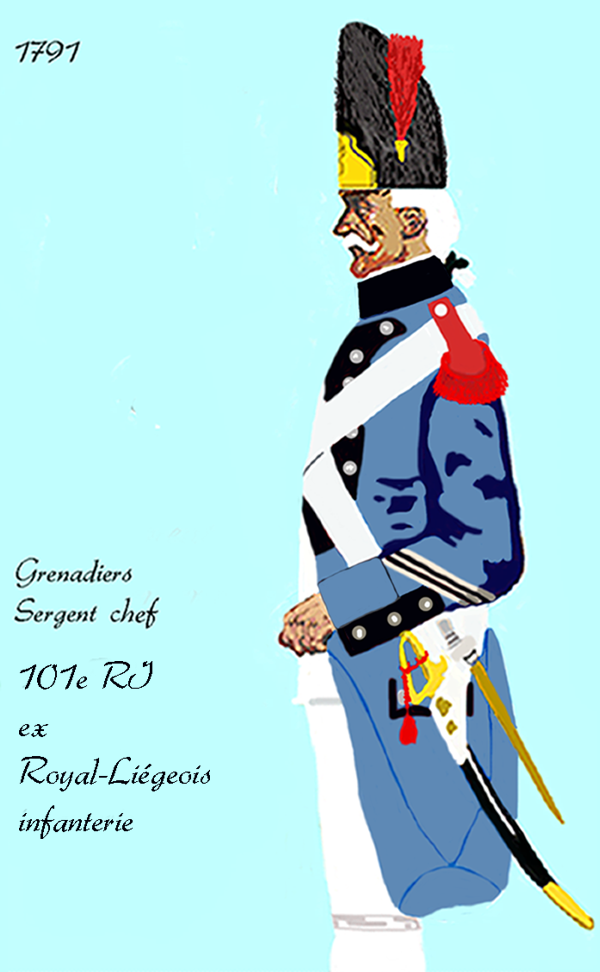
101e régiment d’infanterie de ligne de 1791 à 1792

## Historique

### Colonels et mestres de camp
À sa création, le régiment est la propriété perpétuelle des évêques de Liège.
- 18 novembre 1787 : Joseph Clément Baillet, comte de La Tour
- 30 octobre 1790 : Jean, chevalier de Ternant
- 25 juillet 1791 : Charles Joseph, comte de Saint-Ignon
- 19 août 1792 : Léopold Anne-Marie de Nucé, né le 22 juillet 1740, général de brigade le 25 septembre 1792, † 9 juillet 1806

### Campagnes et batailles
Le régiment est organisé à Givet, d'où il se rend en 1789 à Valenciennes, puis à Avesnes. Le 7 mai 1790, 600 hommes désertent et passent la frontière. Le reste du régiment est envoyé à Sarrelouis. En août, un bataillon est appelé à agir contre la garnison révoltée de Nancy. À l’issue de cette expédition où il se distingue, le régiment se rend à Belfort où il rejoint le régiment de Lauzun hussards.
Après un banquet offert par les officiers de hussards, la conduite et des attentats criminels commis par des officiers de Royal-Liégeois conduisent M. de Bouillé à mettre aux arrêts forcés le colonel de La Tour, le major Gremstein, deux autres officiers de Royal-Liégeois, ainsi que le colonel de Lauzun ; il envoie le régiment à Sarrebourg et Bitche.
Un rapport du 30 octobre 1790 à l’Assemblée nationale conclut à la dissolution du régiment. Mais après le départ de La Tour et des autres officiers qui passent la frontière à Bitche, le régiment est envoyé à Phalsbourg où il est rejoint par le colonel-commandant Ternant qui restaure l’ordre dans le régiment.
Le 20 janvier 1791, l’Assemblée nationale déclare qu’elle ne suit plus cette affaire. Le 18 mai, le régiment se rend à Landau, puis à Strasbourg au début de 1792. En avril, il se rend dans le Midi pour réprimer les troubles d’Avignon.
À Grenoble en juillet, le régiment doit sortir de la place et se rendre au fort Barraux à la suite de rixes sanglantes avec la Garde nationale. Le colonel Saint-Ignon est destitué par l’Assemblée. Le lieutenant-colonel de Lucé, nouveau commandant, est gravement maltraité, et à la suite des sévères accusations du commandant en chef de l’armée du Midi, le général Montesquiou, contre le corps, le régiment est licencié par un décret du 9 septembre 1792.

### Personnalités ayant servi au Royal-Liégeois
- Johan Willem Simon van Haersolte, patriote batave, capitaine de novembre 1787 à avril 1792
- Henri-Joseph Thüring de Ryss (1765-?), général de brigade de la Révolution française, librettiste et auteur dramatique français.